# 杨梅水库
杨梅水库是中国广东省肇庆市高要市境内的一座水库，位于西江上，建于1964年。水库正常库容为951万立方米，平均水深为4.64米，集雨面积为65平方千米，海拔为25米。